# Parawixia ouro
Parawixia ouro är en spindelart som beskrevs av Levi 1992. Parawixia ouro ingår i släktet Parawixia och familjen hjulspindlar. Inga underarter finns listade i Catalogue of Life.